# Treinta Tiranos (Antigua Roma)

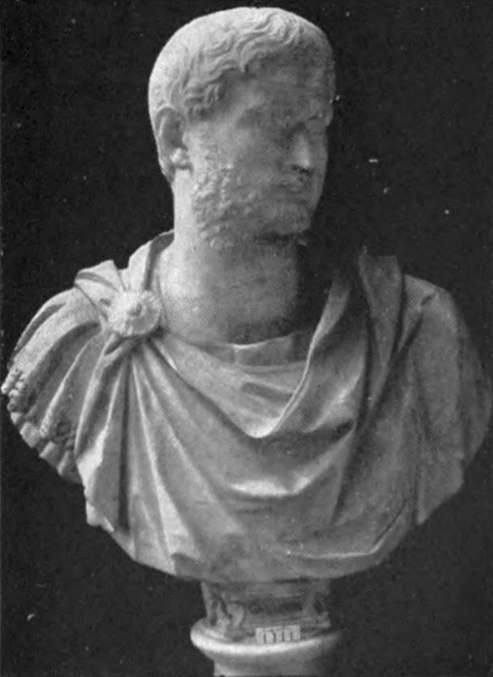
Busto en mármol de Galieno.

Treinta Tiranos (en latín: Tyranni Triginta) es la denominación que se da en la Historia Augusta de Trebelio Polión a una lista de treinta "tiranos", en el sentido de "usurpadores" o pretendientes ilegítimos a la dignidad imperial durante el reinado de Galieno (coemperador con su padre Valeriano en 253-260 y emperador único en 260-268).
La veracidad de esta lista ha sido cuestionada, como la del texto del que proviene; el consenso entre los eruditos modernos es que el autor se esforzó en ajustar el número para asemejarlo a los Treinta Tiranos de Atenas. El texto de la Historia Agusta recoge 32 nombres; atribuyendo dos de ellos a los reinados de Maximino el Tracio y Claudio II. La lista incluye: dos mujeres y seis varones jóvenes que nunca reclamaron la dignidad imperial; siete varones adultos que probablemente, o casi con toda seguridad, nunca reclamaron la dignidad imperial; tres personas probablemente ficticias y otras dos posiblemente ficticias; dos pretendientes que el propio texto admite que no eran contemporáneos de Galieno y otros dos que la crítica ha comprobado que no eran contemporáneos de Galieno. Restan así nueve pretendientes a los que puede considerarse contemporáneos de Galieno. Algunos de ellos emitieron moneda.
En el cuadro siguiente se contrastan los datos recogidos en la Historia Augusta con los reconstruidos por la crítica histórica:
| Capítulo de la Historia Augusta | Nombre                | Crítica                                                                 |
| ------------------------------- | --------------------- | ----------------------------------------------------------------------- |
| 2                               | Ciríades              | nunca reclamó la dignidad imperial                                      |
| 3                               | Póstumo               | verosímil                                                               |
| 4                               | Póstumo el Joven      | joven; probablemente ficticio                                           |
| 5                               | Leliano               | verosímil                                                               |
| 6                               | Victorino             | no contemporáneo de Galieno, sino de Claudio II y Aureliano             |
| 7                               | Victorino el Joven    | joven, no contemporáneo de Galieno, sino de Claudio II y Aureliano      |
| 8                               | Mario                 | verosímil                                                               |
| 9                               | Ingenuo               | verosímil                                                               |
| 10                              | Regaliano             | verosímil                                                               |
| 11                              | Aureolo               | verosímil                                                               |
| 12                              | Macriano              | verosímil                                                               |
| 13                              | Macriano el Joven     | verosímil                                                               |
| 14                              | Quieto                | verosímil                                                               |
| 15                              | Odenato               | nunca reclamó la dignidad imperial                                      |
| 16                              | Herodes               | joven, nunca reclamó la dignidad imperial                               |
| 17                              | Meonio                | nunca reclamó la dignidad imperial                                      |
| 18                              | Balista               | nunca reclamó la dignidad imperial                                      |
| 19                              | Valente               | probablemente nunca reclamó la dignidad imperial                        |
| 20                              | Valente Superior      | contemporáneo de Decio y no de Valeriano                                |
| 21                              | Pisón                 | probablemente nunca reclamó la dignidad imperial                        |
| 22                              | Emiliano              | probablemente nunca reclamó la dignidad imperial                        |
| 23                              | Saturnino             | probablemente ficticio                                                  |
| 24                              | Tétrico el Mayor      | contemporáneo de Claudio II y Aureliano, no de Galieno                  |
| 25                              | Tétrico el Joven      | joven, contemporáneo de Claudio II y Aureliano, no de Galieno           |
| 26                              | Trebeliano            | probablemente ficticio                                                  |
| 27                              | Hereniano             | joven, nunca reclamó la dignidad imperial, posiblemente ficticio        |
| 28                              | Timolao               | joven, nunca reclamó la dignidad imperial, posiblemente ficticio        |
| 29                              | Celso                 | probablemente ficticio                                                  |
| 30                              | Zenobia               | mujer, nunca reclamó la dignidad imperial,                              |
| 31                              | Victoria (o Vitruvia) | mujer, nunca reclamó la dignidad imperial,                              |
| 32                              | Tito                  | se admite que no es contemporáneo de Galieno sino de Maximino el Tracio |
| 33                              | Censorino             | se admite que no es contemporáneo de Galieno sino de Claudio II         |